# Webmaster
Un ou une webmestre, webmaster ou administrateur ou administratrice de site est une personne responsable d'un site web, de sa conception à sa maintenance. Le ou la webmestre est une personne professionnelle des métiers de l'internet.

## Terminologie
En France, les termes « administrateur de site » et « administrateur de serveur » ont été officialisés en 1999 par la Commission générale de terminologie et de néologie. Le terme « webmestre » est recommandé par l'Office québécois de la langue française. Cependant, dans le milieu informatique, le terme webmaster reste couramment employé.

## Rôle de l'administrateur de site
Le terme « administrateur de site » désigne communément celui qui est chargé d'un site. Il gère tout, ou une partie, des domaines de la conception du site et sa mise en place technique (parfois la mission éditoriale) est comprise dans ses fonctions. Il gère au jour le jour la technique et met à jour le contenu. Il prend en charge l'analyse de la fréquentation avec des outils de mesure d'audience. Il développe l'audience du site en l'optimisant pour favoriser un meilleur référencement des moteurs de recherche (Optimisation pour les moteurs de recherche).
Les webmasters peuvent être des généralistes ayant une expertise en HTML qui gèrent la plupart ou tous les aspects des opérations web. Selon la nature des sites Web qu'ils gèrent, les webmestres peuvent être amenés à connaître des langages de script tels que ColdFusion, JavaScript, JSP, .NET, Perl, PHP, Python et Ruby. Ils peuvent également être amenés à savoir comment configurer des serveurs Web tels qu'Apache et être un administrateur de serveur. La plupart des rôles liés aux serveurs sont toutefois supervisés par un administrateur informatique.
Selon la taille et l'organisation du site, l'ensemble des fonctions peut être exercé soit par un administrateur de site, soit par une équipe de plusieurs personnes avec des fonctions plus spécialisées. Dans ce cas, les différents métiers peuvent être :
- Intégrateur ;
- Webdesigner ;
- Cybermercaticien ;
- Développeur, ;
- Rédacteur web ou responsable éditorial des contenus ;
- Gestionnaire de communauté ;
- Assistance technique ;
- Administrateur réseaux ;
- Administrateur systèmes ;
- Chef de projet Internet/Intranet ;
- Médiamaticien (en Suisse) ;
- Référenceur.
- Consultant en référencement
- E-reputation
- Cyber sécurité

En outre, c'est une personne chargée de la maintenance (mise à jour de contenu) et de l'évolution d'un site (veille technique). Un administrateur de site est généralement polyvalent. Il peut se charger aussi bien de la partie programmation, de la création graphique ou même du contenu éditorial du site. L'administrateur de site se doit aussi de faire connaître et de générer du trafic sur le site dont il a la charge. Il doit aussi se soucier de l'ergonomie du site et du respect des normes techniques suggérées par le W3C.
En fait, l'étendue de la mission d'administrateur de site est fonction de l'entreprise, ou de l'organisation dans laquelle ce métier est exercé. La taille de l'entreprise ou du service modifie totalement le rôle défini du webmestre. Dans des entreprises de moins de 20 personnes, le webmestre y est en quelque sorte l'homme-orchestre du site, il y fait pratiquement tout, à la fois du webdesign, du graphisme, du développement de bases de données, du marketing, de la création de liens et de plus en plus du référencement pour que le site dont il s'occupe soit bien référencé dans les moteurs de recherche. Selon les études de l'Observatoire International des Métiers de l'Internet, la capacité de référenceur est une compétence de plus en plus demandée. La maîtrise de l'orthographe et de la grammaire est également capitale.